# A lo largo de la calle Píterskaya
«A lo largo de la calle Píterskaya» (en ruso: Вдоль по Питерской, romanización Vdol po Píterskoi) es una canción rusa tradicional. En el siglo XX fue popularizada por Fiódor Chaliapin y o el Coro del Ejército Rojo.
Otros intérpretes de esta canción han sido Serguéi Lémeshev, Muslim Magomáyev o Leonid Jaritónov. Varios compositores, como Piotr Chaikovski o Piotr Triodin, escribieron obras basadas en la melodía de esta canción.

## Historia

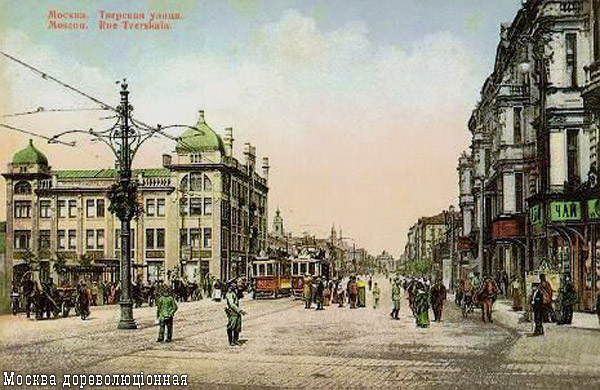
La calle Tverskaya-Yamskaya a principios del. Moscú.

Vladímir Guiliarovski, un escritor y periodista ruso, dedicó a la canción un capítulo en su libro Moscú y los moscovitas.
Algunos autores señalan que una vieja canción militar comienza con las mismas palabras («A lo largo de la calle Píterskaya»). El título se ha convertido en un dicho popular con el significado de «delante de todos». También esta frase fue utilizada por el poeta ruso Nikolái Dobronrávov en su canción dedicada a Yuri Gagarin.